# Nannaethiops gracilis
Nannaethiops gracilis és una espècie de peix de la família dels citarínids i de l'ordre dels caraciformes.